# Cyathula capitata
Cyathula capitata är en amarantväxtart som beskrevs av Horace Bénédict Alfred Moquin-Tandon. Cyathula capitata ingår i släktet Cyathula, och familjen amarantväxter. Inga underarter finns listade i Catalogue of Life.